# Вініфред (Монтана)
Вініфред (англ. Winifred) — місто (англ. town) в США, в окрузі Фергус штату Монтана. Населення — 172 особи (2020).

## Географія
Вініфред розташований за координатами 47°33′44″ пн. ш. 109°22′37″ зх. д. / 47.56222° пн. ш. 109.37694° зх. д. (47.562155, -109.376832). За даними Бюро перепису населення США в 2010 році місто мало площу 1,30 км², уся площа — суходіл.

### Клімат
Місто знаходиться у зоні, котра характеризується кліматом тропічних степів. Найтепліший місяць — липень із середньою температурою 20.5 °C (68.9 °F). Найхолодніший місяць — січень, із середньою температурою -7.3 °С (18.8 °F).
| Клімат Вініфреда        | Клімат Вініфреда | Клімат Вініфреда | Клімат Вініфреда | Клімат Вініфреда | Клімат Вініфреда | Клімат Вініфреда | Клімат Вініфреда | Клімат Вініфреда | Клімат Вініфреда | Клімат Вініфреда | Клімат Вініфреда | Клімат Вініфреда | Клімат Вініфреда |
| Показник                | Січ.             | Лют.             | Бер.             | Квіт.            | Трав.            | Черв.            | Лип.             | Серп.            | Вер.             | Жовт.            | Лист.            | Груд.            | Рік              |
| Абсолютний максимум, °C | 20,6             | 22,2             | 26,1             | 36,1             | 35               | 42,2             | 41,7             | 41,7             | 37,8             | 32,2             | 26,7             | 23,3             | 42,2             |
| Середній максимум, °C   | −0,9             | 1,9              | 6,8              | 13,8             | 19,7             | 23,9             | 29,7             | 28,9             | 22,3             | 15,7             | 6,8              | 1,1              | 14,2             |
| Середня температура, °C | −7,3             | −4,6             | 0,1              | 6,3              | 11,9             | 16,1             | 20,5             | 19,4             | 13,6             | 7,7              | 0                | −5,4             | 6,5              |
| Середній мінімум, °C    | −13,7            | −11,2            | −6,6             | −1,2             | 4                | 8,3              | 11,3             | 10,1             | 4,8              | −0,4             | −6,8             | −11,9            | −1,1             |
| Абсолютний мінімум, °C  | −44,4            | −44,4            | −36,1            | −28,9            | −13,9            | −3,3             | 0,6              | −2,8             | −12,2            | −27,2            | −35              | −41,7            | −44,4            |
| Норма опадів, мм        | 16               | 10               | 18               | 28               | 58               | 74               | 39               | 35               | 30               | 23               | 16               | 16               | 363              |
| Днів з опадами          | 6                | 4                | 6                | 6                | 9                | 10               | 6                | 6                | 6                | 5                | 5                | 5                | 74               |
| ----------------------- | ---------------- | ---------------- | ---------------- | ---------------- | ---------------- | ---------------- | ---------------- | ---------------- | ---------------- | ---------------- | ---------------- | ---------------- | ---------------- |
| Джерело: Weatherbase    |                  |                  |                  |                  |                  |                  |                  |                  |                  |                  |                  |                  |                  |

## Демографія
Згідно з переписом 2010 року, у місті мешкало 208 осіб у 92 домогосподарствах у складі 65 родин. Густота населення становила 160 осіб/км². Було 116 помешкань (89/км²).
Расовий склад населення:
| - 94,7 % — білих - 3,4 % — корінних американців - 1,0 % — чорних або афроамериканців |

До двох чи більше рас належало 0,5 %. Частка іспаномовних становила 1,0 % від усіх жителів.
За віковим діапазоном населення розподілялося таким чином: 20,2 % — особи молодші 18 років, 60,1 % — особи у віці 18—64 років, 19,7 % — особи у віці 65 років та старші. Медіана віку мешканця становила 46,3 року. На 100 осіб жіночої статі у місті припадало 105,9 чоловіків; на 100 жінок у віці від 18 років та старших — 95,3 чоловіків також старших 18 років.
Середній дохід на одне домашнє господарство становив 65 777 доларів США (медіана — 46 875), а середній дохід на одну сім'ю — 71 902 долари (медіана — 47 500). За межею бідності перебувало 25,3 % осіб, у тому числі 12,1 % дітей у віці до 18 років та 14,3 % осіб у віці 65 років та старших.
Цивільне працевлаштоване населення становило 92 особи. Основні галузі зайнятості: сільське господарство, лісництво, риболовля — 23,9 %, освіта, охорона здоров'я та соціальна допомога — 15,2 %, будівництво — 14,1 %.